# 乌斯曼·加鲁巴
蒂斯特尼·乌斯曼·加鲁巴·阿拉里（Destiny Usman Garuba Alari，2002年3月9日—），是一名西班牙职业篮球运动员，现效力于国家篮球协会（NBA）的金州勇士，在场上司职大前锋和中锋。
加鲁巴出生于西班牙马德里，父母是尼日利亚人。他11岁时加入皇家马德里青年队。14岁时，他在2016年FIBA U16欧洲锦标赛上获得了最有价值球员的荣誉。2019年，年仅17岁的加鲁巴成为皇马历史上最年轻的首发球员。在2020-21赛季，加鲁巴被评为欧洲联赛新星和ACB联赛最佳年轻球员。在2021年NBA选秀中，他以第23顺位被休斯敦火箭队选中。

## 早年生活和青年生涯
加鲁巴在马德里出生，在马德里的 Villaverde Bajo和瓜达拉哈拉省的阿苏克卡德埃纳雷斯市附近长大。  他在小时候踢足球，这也是他最初的爱好，但后来转练篮球，因为他与众不同的身高在踢球时限制了他的活动。加鲁巴崇拜前NBA球员卡里姆·阿卜杜勒·贾巴尔。  2011 年 11 月，他加入了阿祖克卡市篮球学校（Escuela Municipal de Baloncesto de Azuqueca），教练兼协调员大卫塞拉诺帮助他开始了篮球系统性训练。
2013年，12岁的加鲁巴加入了皇家马德里的低级别联赛，并拥有1.89米的身高和 81 公斤的体重。  2015 年，加鲁巴帮助他的球队赢得了 U14西班牙俱乐部锦标赛Minicopa Endesa。他在首秀战胜瓦伦西亚篮球俱乐部的比赛中得到 24 分和 16 个篮板。 次年，加鲁巴率领皇马再次夺得 Minicopa 冠军，并被评为该锦标赛的 MVP。 他在比赛中场均可以得到22.8个篮板，在决赛对阵Joventut Badalona俱乐部时抢下了32个篮板。 
2018 年 2 月，加鲁巴在慕尼黑预选赛中为皇家马德里 U18球队赢得了阿迪达斯下一代锦标赛(ANGT)冠军，这也是他第一次获得该奖项。此前他因股四头肌受伤缺席了上一届锦标赛。尽管他是最年轻的参赛者之一，但他还是入选了最佳阵容。 在决赛中，加鲁巴场均得到12分和6.5个篮板，被评为ANGT新星。  2019年1月，他以场均16.5分、7个篮板和3.8次助攻的表现被评为ANGT慕尼黑锦标赛的MVP。 加鲁巴帮助皇家马德里再次赢得了冠军，并与MVP马里奥·纳基奇一起入选了最佳阵容。 

## 职业生涯

### 皇家马德里 (2017–2021)
2017-18赛季，加鲁巴效力于西班牙乙级联赛EBA皇家马德里预备队（皇家马德里B队）。在11场比赛中，他场均得到11.1分、9.2个篮板和1.7个盖帽。 在2018-19 赛季，他继续主要为皇家马德里 B 队效力，在 22 场西甲 EBA 比赛中场均得到 14.6 分、12.0 个篮板、2.1 次助攻和 1.5 次盖帽。   2018 年 10 月 28 日，年仅 16 岁零 7 个月的加鲁巴在西班牙甲级联赛ACB对阵米拉弗洛雷斯的比赛中首次代表皇马出场。他也成为了ACB联赛历史上最年轻的中锋，超越何塞·安赫尔·安特洛，成为皇马俱乐部第三年轻的新秀，仅次于卢卡·东契奇和罗伯托·努涅斯。 
2019-20赛季，加鲁巴正式成为皇马一队的成员。在对阵巴达洛纳俱乐部的赛季首秀中，17 岁 6 个月零 19 天的他超越了东契奇，成为皇家马德里队史上最年轻的首发球员。  9月29日，加鲁巴在战胜穆尔西亚的比赛中得到13分10篮板，成为ACB历史上最年轻的两双10篮板球员（东契奇此前曾持有这两项记录）。他也是在 ACB联赛历史中仅次于里奇·魯比奧，成为了效率排名第24 的历史第二年轻球员 。  2019 年 10 月 30 日，加鲁巴在对阵拜仁慕尼黑的比赛中首次亮相欧洲联赛，并得到 12 分、4 个篮板、3 次抢断和 20 的PIR（表现指数评级）值。 他在 ACB 和欧洲联赛中场均上场 15 分钟可以得到 4.4 分、4.4 个篮板和 0.7 次盖帽，并入选ACB 新秀阵容。  
2020 年 12 月 22 日，加鲁巴在 91-62 击败阿尔巴柏林俱乐部的比赛中得到 12 分、6 个篮板、3 次助攻和 25的PIR值。  2021 年 4 月 18 日，他在以 101-92 击败 Joventut Badalona俱乐部的比赛中得到 14 分和 12 个篮板。  加鲁巴在赛季结束后赢得了ACB 最佳年轻球员奖，并连续第二个赛季入选 ACB新秀阵容。  4 月 29 日，他得到了职业生涯最高的 24 分、12 个篮板和 30的PIR值，率领皇马在欧洲联赛季后赛第 4 场以 82-76 战胜阿纳多卢·艾菲斯俱乐部。 加鲁巴在季后赛中场均得到 3.9 分和 4 个篮板，赢得了欧洲联赛新星的荣誉。 

### 休斯顿火箭队（2021年2023年）
在2021 年 NBA 选秀中，他以第 23 顺位被休斯敦火箭队选中。在2021 年 NBA 夏季联赛的处子秀中休斯顿火箭以 92-76 输给了多伦多猛龙队，在那里他一分未得，但有 6 个篮板和 1 次抢断。  8月16日，他与球队正式签下新秀合同。  10 月 5 日，他在对阵华盛顿奇才队的比赛中以替补身份首次亮相，在 6 分钟的上场时间内得到 5 分和1个篮板球。  2022年1月26日，休斯顿火箭队官方宣布，加鲁巴已经成功接受了左手腕骨折修复手术，预计将休战六到八周。

## 国家队生涯

### 国家队青年队二队
加鲁巴在波兰拉多姆举行的2016 年 FIBA U16 欧洲锦标赛上首次代表西班牙国家队出战。在带领球队获得金牌并平均每场得到 16.3 分、12.4 个篮板和锦标赛最高的 2.9 次盖帽的同时，他被评为了 MVP。 14 岁的加鲁巴是锦标赛中第二年轻的球员，他成为第一个在该赛事中赢得 MVP 的低年龄组球员。 在对阵立陶宛的决赛中得到15分、11个篮板和10次盖帽后，他与达里奥·沙里奇和里基·卢比奥一起成为历史上唯一在该锦标赛决赛中获得三双的球员。 
2017年夏天，加鲁巴因该年早些时候的膝伤正在康复，无法重返国家队出战。 在塞尔维亚诺维萨德举行的2018 年 FIBA U16 欧洲锦标赛上，他场均得到 16.3 分和 12.3 个篮板，并带领西班牙队获得银牌，进入全明星五强。 加鲁巴帮助西班牙队在希腊沃洛斯举行的2019 年 FIBA U18 欧洲锦标赛上获得金牌，在场均 15.6 分、12.9 个篮板和 2.1 次盖帽后，他与队友和 MVP得主桑蒂·阿尔达马一起进入了全明星五强。 

### 国家队青年队一队
2021 年，加鲁巴在2020 东京夏季奥运会上代表西班牙国家男子篮球队出战，  该赛事由于COVID-19 爆发而推迟了一年。与此同时，他在2021 年 NBA 选秀中以第 23 顺位被休斯敦火箭队选中。 

## 职业统计

### NBA
| 賽季    | 球隊    | GP | GS | MPG  | FG%  | 3P%  | FT%  | RPG | APG | SPG | BPG | PPG |
| ------- | ------- | -- | -- | ---- | ---- | ---- | ---- | --- | --- | --- | --- | --- |
| 2021–22 | Houston | 24 | 2  | 10.0 | .432 | .250 | .714 | 3.5 | .7  | .4  | .5  | 2.0 |
| Career  | Career  | 24 | 2  | 10.0 | .432 | .250 | .714 | 3.5 | .7  | .4  | .5  | 2.0 |

## 个人生活
加鲁巴的父母来自尼日利亚贝宁市，他们为了逃避家乡的战乱而离开。在最初搬到布鲁塞尔之后， 他们于90 年代在没有工作许可的情况下定居在马德里。 他的父亲 Mustapha 在阿苏克卡德埃纳雷斯的Bimbo制造公司工作，他的母亲 Betty 在 Azuqueca 就业计划工作。  加鲁巴有一个弟弟 Sediq（2004 年生）和一个妹妹 Uki（2010 年生）。 